# Pusztahatár
Pusztahatár (szlovákul Pustý Chotár) Bélád településrésze, korábban önálló falu Szlovákiában, a Nyitrai kerület Aranyosmaróti járásában.

## Fekvése
Aranyosmaróttól 10 km-re délnyugatra.

## Története
A falut 1808-ban Kis- és Nagyjeszeni Jeszenszky Károly királyi tanácsos és barsi alispán alapította saját birtokán. 1820-ban ide építette kastélyát. Később az Öttömösi Szirányi, báró Lindelof, Kraus és Gyurcsánszky családok voltak a település és a kastély birtokosai. A trianoni békeszerződésig Bars vármegye Aranyosmaróti járásához tartozott.

## Népessége
2001-ben Bélád 1536 lakosából 1513 szlovák volt.

## Nevezetességei
- Jeszenszky-kastély (1820). A kastély 1945 és 1979 között általános iskolaként működött. 1980 és 1991 között művelődési központ volt benne. 1998-ig községi tulajdonban volt, ekkor a leromlott állagú épületet a község eladta. Új tulajdonosa renováltatta.

## Külső hivatkozások
- Bélád hivatalos oldala
- E-obce.sk Archiválva 2008. május 30-i dátummal a Wayback Machine-ben
- Pusztahatár Szlovákia térképén